# Bluefort
Die Bluefort war ein Wohnschiff, das beim Bau von Offshore-Windparks und Anlagen der Offshore-Öl- und Gasindustrie genutzt wurde. Es entstand als Diana II av Slite auf der Meyer Werft in Papenburg und wurde 1979 fertiggestellt.

## Geschichte
Das Schiff wurde 1979 unter der Baunummer 0592 auf der Meyer-Werft in Papenburg als RoRo-Fähre gebaut. Der Stapellauf des Schiffes in Form eines Querstapellaufs fand am 31. März 1979 statt. Die Fertigstellung erfolgte am 27. Mai 1979. Das Schiff wurde am 9. Juni 1979 als Diana II av Slite an die Rederi AB Slite abgeliefert, die zu dieser Zeit noch ein Schiff mit dem Namen Diana II hatte.
Ab Mitte Juni wurde das Schiff von Viking Line, die es schon als Diana II vermarktete, auf der Route zwischen Stockholm, Mariehamn und Turku eingesetzt. Ab September 1979 war das Schiff auch als Diana II registriert. Im Sommer 1980 wechselte es auf die Route zwischen Kapellskär, Mariehamn und Naantali. 1989 musste die Reederei das Schiff aufgrund von finanziellen Schwierigkeiten verkaufen, charterte es aber zurück, so dass es weiterhin für Viking Line fahren konnte.
1992 wurde das Schiff von PK Finans, die es 1989 gekauft hatten, an die TT-Line verchartert, die das Schiff ohne Namensänderung auf der unter dem Namen TR-Line betriebenen Route zwischen Trelleborg und Rostock einsetzte. 1994 verkaufte PK Finans das Schiff an ein zur schwedischen Reederei Nordström & Thulin gehörenden Unternehmen. Das Schiff sollte nun von Estline, die je zur Hälfte von Nordström & Thulin und der Estonian Shipping Company gehalten wurde, als Vironia zwischen Stockholm und Tallinn eingesetzt werden. Noch während der Umbauphase des Schiffes sank die Estonia auf dem Weg von Tallinn nach Stockholm, nachdem in schwerer See das Bugvisier des Schiffes abgerissen war und Wasser ins RoRo-Deck eindringen konnte. Diese 1980 gebaute Fähre hatte die gleiche Bugkonstruktion, die auch bei der Diana II Verwendung fand. Das Bugvisier der mittlerweile in Vironia umbenannten Fähre wurde daraufhin verschweißt und ein Ducktail als Kollisionsschutz am Heck angebracht. Im November 1994 wurde das Schiff in Mare Balticum umbenannt und in der Folge wie geplant von Estline auf der Route Stockholm–Tallinn eingesetzt.

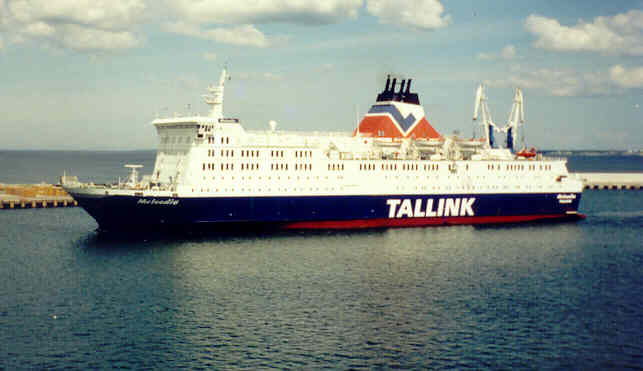
Das Schiff als Meloodia

Im August 1996 wurde die Mare Balticum durch die Regina Baltica ersetzt und anschließend als Meloodia von Tallink zwischen Tallinn und Helsinki eingesetzt. Anfang 2007 wurde das Schiff an die Baleària-Gruppe verchartert, die es bis Ende des Jahres im Verkehr zwischen dem spanischen Festland und den Balearen einsetzte.
Im November 2007 wurde das Schiff an das in Singapur ansässige Unternehmen Equinox Offshore Accommodation verkauft, die es in ein Wohnschiff und Versorger für den Bau von Offshore-Anlagen umbauen ließ. Neuer Name des Schiffes wurde ARV 1 („ARV“ steht für „Accommodation and Repair Vessel“) Nachdem Equinox Offshore Accommodation beim Umbau eines weiteren Schiffes in finanzielle Schwierigkeiten geraten war, wurde das Schiff zunächst arrestiert und später verkauft. 2015 wurde es schließlich an das zur Bridgemans Services Group gehörende Unternehmen Bluefort Shipping Services verkauft. Bereedert wurde es von Tschudi Ship Management.
2021 wurde das Schiff zum Abbruch in Alang verkauft. Das Schiff traf am 23. September 2021 auf Reede vor Bhavnagar und schließlich am 27. September auf Reede vor Alang ein. Am 5. Oktober 2021 wurde die Bluefort schließlich zum Abbruch gestrandet.

## Technische Daten und Ausstattung
Der Antrieb erfolgte durch vier Viertakt-Achtzylinder-Dieselmotoren des Herstellers MAN B&W (Typ: 8L 40/45) mit jeweils 4.400 kW Leistung. Die Motoren wirkten auf zwei Verstellpropeller. Das Schiff erreichte eine Geschwindigkeit von 21.5 kn. Es war mit zwei Bugstrahlrudern ausgerüstet. Beim Umbau des Schiffes zum Wohnschiff wurde ein Heckstrahlruder nachgerüstet.
Für die Stromerzeugung standen vier Dieselgeneratoren mit je 1049 kW Leistung (1.311 kVA Scheinleistung) sowie zwei Dieselgeneratoren mit je 900 kW Leistung (1.125 kVA Scheinleistung) zur Verfügung. Als Hafen- und Notgenerator war ein Dieselgenerator mit 900 kW Leistung (1.125 Scheinleistung) verbaut.
Das Schiff war zunächst mit einem Bugvisier versehen, hinter dem sich eine Bugrampe befand. Das Bugvisier konnte hydraulisch hochgeklappt werden. Am Heck befanden sich zwei Heckrampen. Über Bug und Heck waren die Autodecks des Schiffes zu erreichen. Das Bugvisier wurde infolge des Untergangs der Estonia, die über die gleiche Bugkonstruktion verfügte, im Herbst 1994 verschweißt. Das Schiff stellte als Fähre rund 1.190 Spurmeter zur Verfügung. An Bord fanden zunächst 555 Pkw und später noch 480 Pkw Platz. Auch die Passagierkapazität und die Anzahl der Passagierkabinen änderte sich im Laufe der Zeit infolge von Umbauten.
Beim Umbau zu einem Wohnschiff wurde der Rumpf des Schiffes verbreitert und im Achterschiffsbereich ein Teil der Decksaufbauten entfernt. Das Schiff wurde auf der Steuerbordseite am Heck mit einem Kran ausgerüstet, der bis zu 50 t heben konnte. Im Bugbereich wurde oberhalb der Brücke ein Helideck angebaut, das von Hubschraubern der Typs Sikorsky S-61 und Super Puma angeflogen werden konnte. Auf dem ehemaligen Autodeck konnten auf 3.000 m² Ausrüstungsgegenstände und Materialien geladen werden. Hier war u. a. Platz für 20 20-Fuß-Container. An Deck war eine Gangway installiert, die auf bis zu 40 Meter Länge ausgefahren werden konnte. Über die Gangway konnten Arbeiter auf ein Offshorebauwerk gelangen. Für den Personaltransfer mit Booten befand sich am Heck eine Plattform.
Zuletzt verfügte das Schiff über 210 Einzelkabinen für Passagiere. Im Bedarfsfall konnte die Passagierkapazität durch Umrüstung von 140 Einzel- auf Doppelkabinen auf 350 Passagiere erhöht werden. Für Besatzungsmitglieder standen 29 Kabinen zur Verfügung.